# Berečanov graben
Berečanov graben je potok, ki se pri Litiji kot desni pritok izliva v reko Savo. 